# Tanacetum saxicola
Tanacetum saxicola — вид рослин з роду пижмо (Tanacetum) й родини айстрових (Asteraceae), ендемік Казахстану.

## Опис
Листки зелені, рідко волосисті, залозисті. Прикореневі листки завдовжки 10–12 см, на довгих ніжках, перисторозсічені; сегменти перистодольні або зубчасті. Квіткові голови складному щитку.

## Середовище проживання
Ендемік Казахстану. Населяє кам'янисті місцевості.